# Santa Caterina a Magnanapoli
Santa Caterina a Magnanapoli es una iglesia barroca dedicada a Santa Catalina de Siena en Largo Magnanapoli, en la ladera de la colina del Quirinal en Roma

## Historia
Un grupo de monjas terciarias dominicas, que vivían en una pequeña casa en la calle Santa Chiara, donde había muerto Santa Catalina, buscaban un local más grande. Lideradas por Porzia Massimo, cuyo último marido era un Conti, a partir de 1574 adquirieron sucesivamente partes de propiedades pertenecientes a la familia Conti en Magnanapoli para establecer allí su convento, con la ayuda financiera del Papa Gregorio XIII. La comunidad, originalmente pequeña, prosperó y se expandió rápidamente, pasando de 27 monjas en 1574 a 108 en 1626,: 231  :231 muchas de las cuales procedían de importantes familias nobles.
La construcción de una iglesia comenzó en 1608, inicialmente a expensas del cardenal Scipione Borghese según un diseño de Carlo Maderno, pero se detuvo en 1613. Mientras tanto, el monasterio adquirió la Torre de las Milicias en 1619.
En 1628 se inició la construcción de la actual iglesia según un diseño de Giovanni Battista Soria. En 1631 se terminaron el coro y las dos capillas adyacentes. La construcción se detuvo hasta que la parte final de la iglesia tomó forma a partir de 1636 y concluyó con la fachada en 1641.: 237-238 La consagración de la iglesia por el cardenal Alessandro Cesarini tuvo lugar en 1640
Otro convento de monjas dominicas, Santi Domenico e Sisto, está a tiro de piedra.
Cuando se trazó la Via Nazionale en el siglo XIX, se bajó el nivel de la calle. Esto elevó la entrada de la iglesia a una altura considerable sobre la calle. Para permitir el acceso se construyó una doble escalera que conducía al pórtico. Debajo de las escaleras se encuentra la entrada a la Cripta de los Caídos, construida en 1934 y dedicada a los sacerdotes que murieron en la Primera Guerra Mundial. La cripta contiene un crucifijo de bronce de Romano Romanelli.

La mayor parte del convento fue demolido en 1924. El Ordinariato Militar, cuya sede se encuentra junto a la iglesia, se hizo cargo de la iglesia, y ahora es atendida por el clero diocesano.  En 1992 se llevó a cabo una restauración.

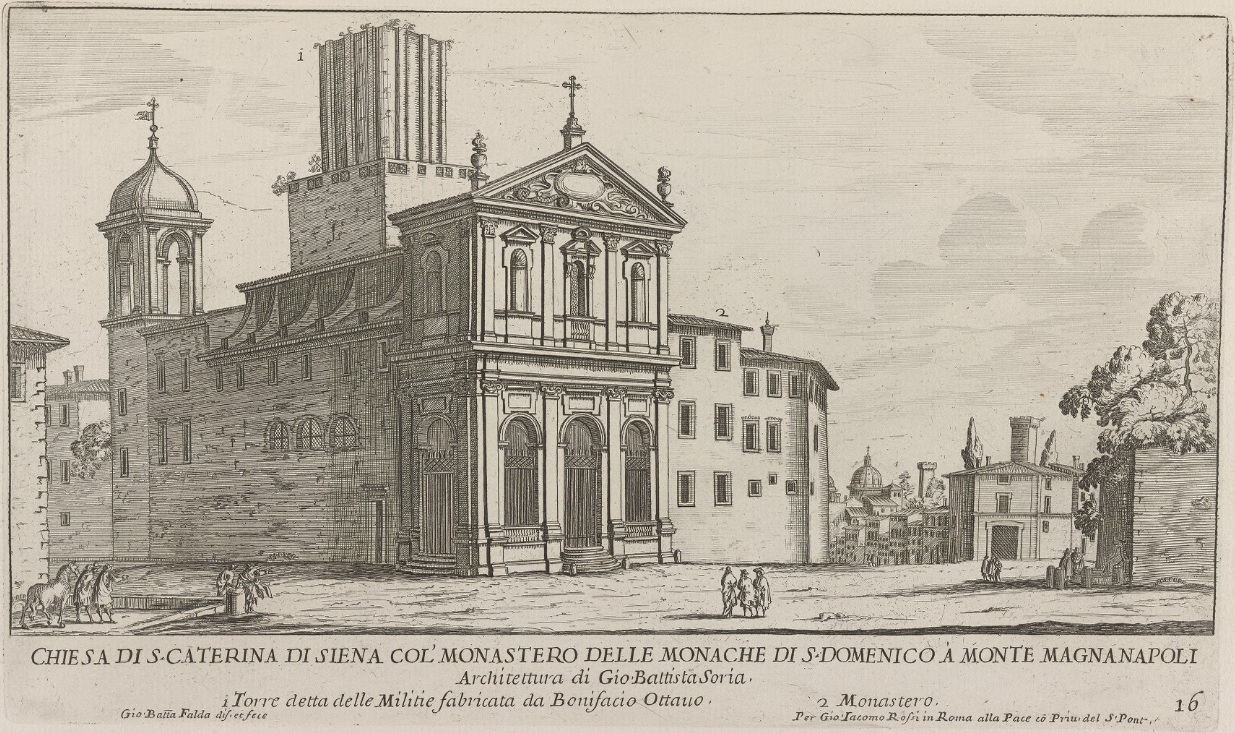
Grabado de c. 1667-1669 por Giovanni Battista Falda que muestra la iglesia al nivel de la calle original.

## Interior

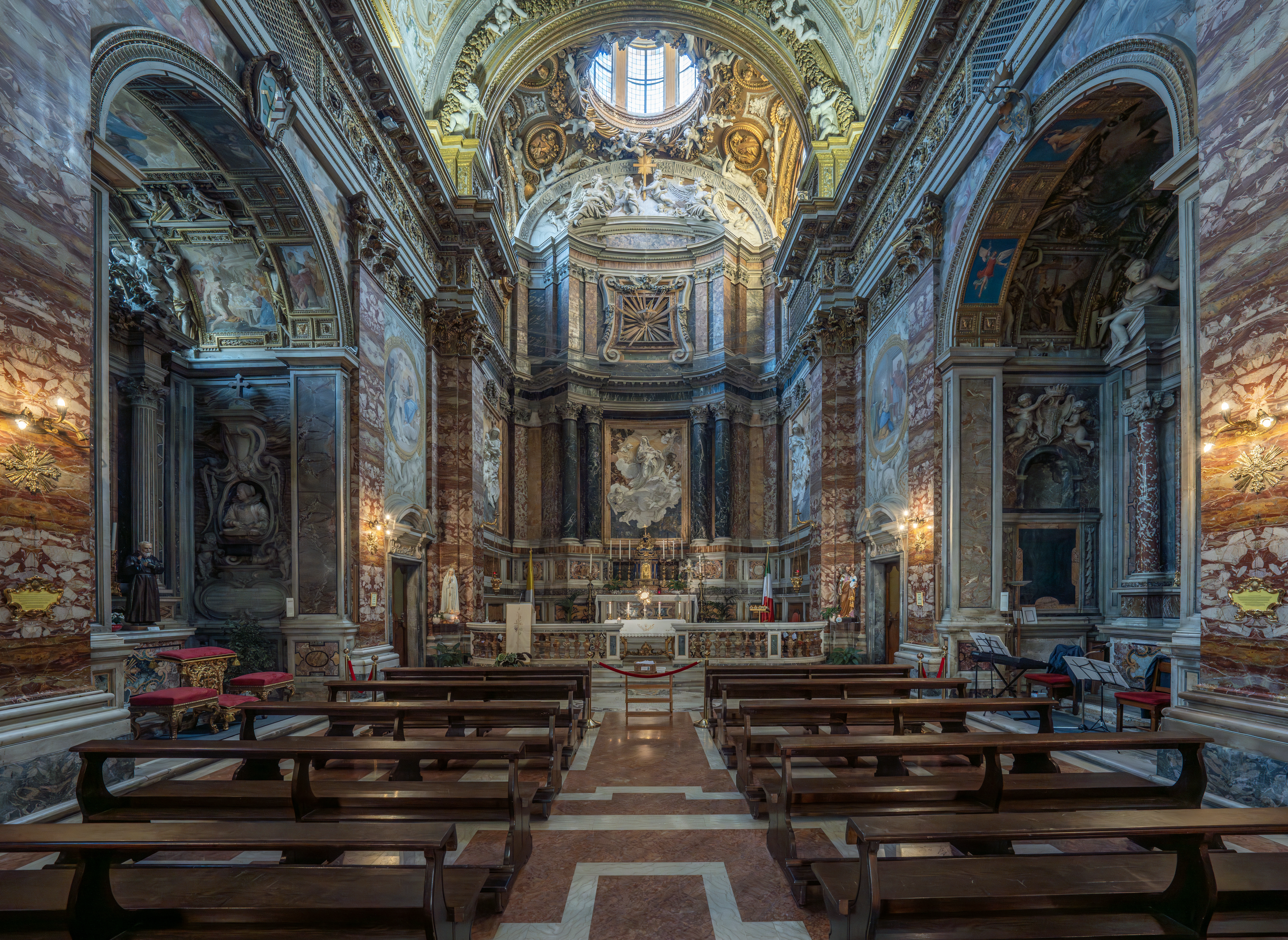
Interior.

El interior es de una sola nave con bóveda de cañón y tres capillas a cada lado. La rica decoración, aunque realizada durante un largo período de tiempo, parece muy homogénea.

### Coro y presbiterio

#### Altar mayor
La arquitectura del enorme altar mayor, diseñada por el escultor maltés Melchiorre Cafà, tiene una forma similar a las fachadas de las iglesias. Crea un elaborado marco para el gran relieve de mármol, también obra de Cafà y terminado en el momento de su prematura muerte en 1667, con sólo 31 años.
El relieve, Santa Catalina en éxtasis, muestra a la santa en una postura muy indeterminada sobre una nube empujada por un ángel y unos putti, todo en mármol blanco (algunas de las partes más planas de la nube son de yeso). La escena está incrustada en un fondo liso y policromado que forma una curva cóncava a través de la cual se subraya el aspecto escultural del protagonista, aparentemente desprendido de él. Sus piezas de mármol de diferentes colores están dispuestas de tal manera que sugieren nubes oscuras desmaterializadas que se abren para dejar que Santa Catalina ascienda al cielo. Con su postura flotante y ligera y su mirada hacia arriba, esta ascensión parece inevitable, parece ser atraída hacia el cielo.
La obra de Cafà es algo nuevo en la escultura barroca romana. Incorpora lecciones aprendidas de Bernini, en particular su Memorial a María Raggi (1647) y el Éxtasis de Santa Teresa (ca. 1652), así como el uso de un fondo de mármol policromado en los balcones de reliquias en los pilares del crucero de San Pedro (década de) 1630). Además, Cafà reúne soluciones recién terminadas o contemporáneas del taller de Ercole Ferrata del que él mismo fue parte esencial, en particular la Estatua de Santa Catalina para la Catedral de Siena, Santa Inés en una pira y el relieve de forma cóncava Martirio de Sant'Emerenziana (ambos en Sant'Agnese in Agone ). A partir de estos ingredientes y de su propio poder artístico, Cafà produce una solución pictórica de gran emotividad nunca antes vista, ni claramente definible como un relieve, ni como una estatua, ni como un cuadro.

#### Otras obras
En la cúpula del presbiterio hay cuatro medallones que representan santos dominicos rodeados de una multitud de amorcillos, todos posiblemente también de Cafà, y en el farolillo está el fresco La Gloria del Padre Eterno de Francesco Rosa.
La decoración del presbiterio se completó en el siglo XVIII con los relieves en mármol de Santa Rosa de Lima y Santa Inés de Montepulciano de Pietro Bracci en las paredes laterales (1755).
El sagrario en forma de copón, realizado en lapislázuli, ágata y bronce dorado, y el altar mayor sobre el que se asienta, fue diseñado en 1785 por el arquitecto Carlo Marchionni .

### Nave y capillas

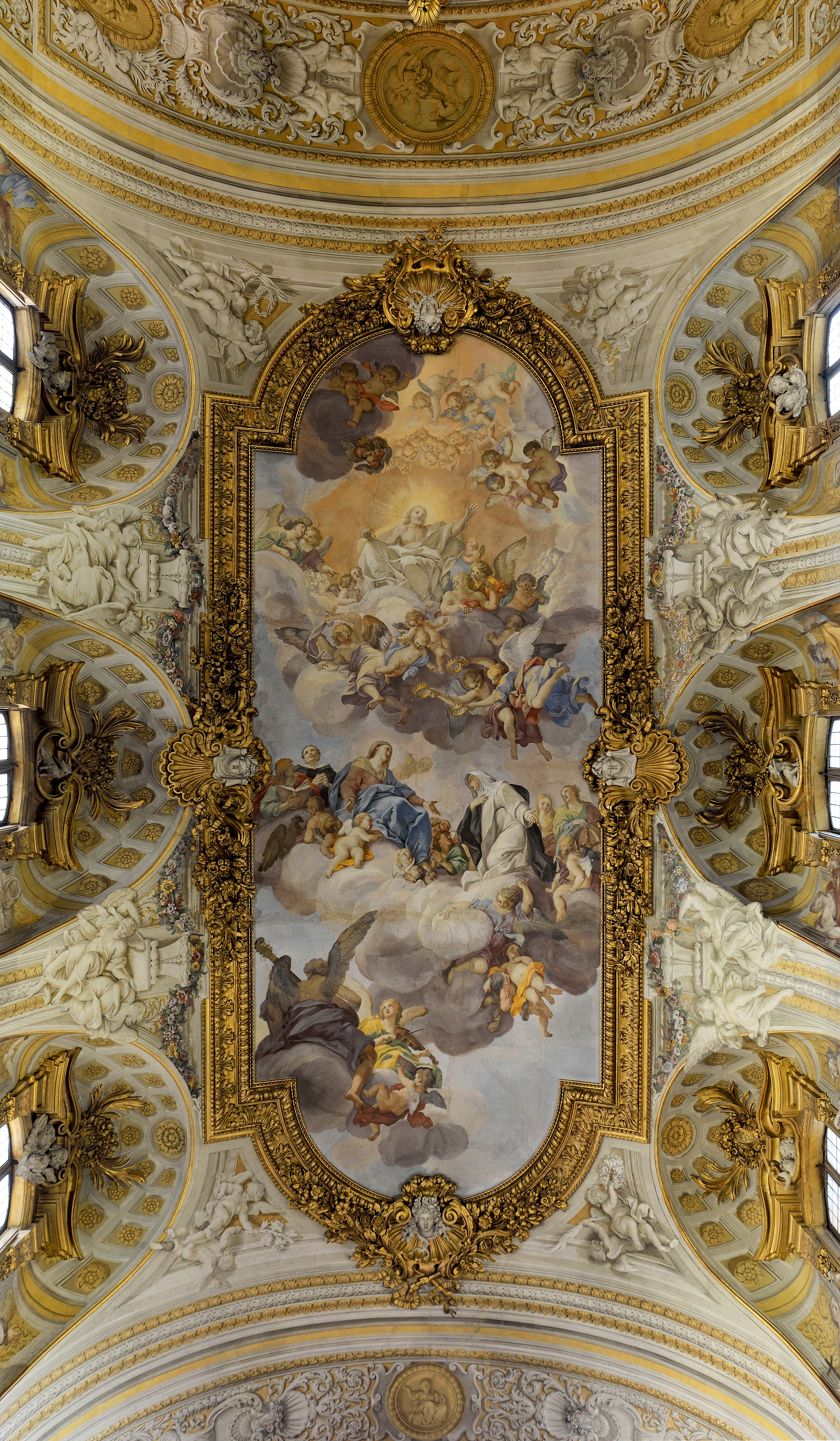
Gloria de Santa CatalinaFresco en la nave de Luigi Garzi

El fresco del techo de la nave, Gloria de Santa Catalina, una de las obras maestras de Luigi Garzi, muestra a Santa Catalina llegando al cielo y concluye la narración iniciada por Cafà. Se mencionó por primera vez en 1713 y algunos eruditos mantienen que es de ese período, mientras que otros lo datan considerablemente antes. Garzi ya había pintado un retablo con el tema Todos los Santos en 1674 para la segunda capilla de la derecha.
Esta segunda capilla a la derecha fue decorada con frescos de 1700-1703 por Giuseppe Passeri, quien también pintó otras dos pinturas del altar, los Tres Arcángeles y la Virgen del Rosario. Esta última, una de las mejores obras de Passeri, se encuentra en la tercera capilla a la izquierda, que también contiene los monumentos funerarios de Giuseppe Bonanni (1648) y Virginia Primi Bonanni (1650) de Giuliano Finelli .
En la primera capilla de la derecha, Benedetto Luti pintó un fresco de Putti en el techo y realizó su retablo, Comunión de Santa María Magdalena (1706-1708).

### Corredor
En el corredor que conduce a la sacristía hay restos de frescos de Antoniazzo Romano que provienen de la casa original de las monjas en via St. Chiara. Algún tiempo después de 1637 pasaron a formar parte de la sala de Santa Catalina en el convento de Magnanapoli. Cuando este fue demolido, los frescos se trasladaron a este corredor. Entre los santos que se muestran están Santa Brígida de Suecia y Santa Catalina de Alejandría .

## Otras lecturas
- Mariano Armellini, Le chiese di Roma dal secolo IV al XIX, Roma 1891, pp. 177-178
- Mario Bevilacqua, S. Caterina da Siena a Magnanapoli. Arte e storia di una comunità religiosa romana nell'età della Controriforma, Roma (Gangemi) 1993, 2ª ed. 2009
- C. Rendina, Le Chiese di Roma, Roma (Newton & Compton) 2000, págs. 59–60ISBN 978-88-541-1833-1
- A. Manodori, Rione i Monti, en AA. VV, I rioni di Roma, Roma (Newton & Compton) 2000, vol. yo, págs. 36–130
- G. Fronzuto, Organi di Roma. Guida pratica orientativa agli organi storici e moderni, Florencia (Leo S. Olschki) 2007, pp. 57–58.ISBN 978-88-222-5674-4